# Homologie (Sozialwissenschaft)
Homologien sind „strukturelle ‚Resonanzen‘ [...] zwischen verschiedenen Komponenten, die eine Kultur ausmachen.“
Innerhalb von Splitterkulturen lassen sich Gemeinsamkeiten erkennen, die den Stil wesentlich bestimmen und sich auf das gesamte Lebensumfeld erstrecken können. Dabei schließen sie sowohl persönliche Interessen und Präferenzen als auch das eigene Erscheinungsbild, wie zum Beispiel den Kleidungsstil, ein. Ein Verwandtschaftsverhältnis zwischen diesen Komponenten wird als Homologie bezeichnet.
Ein Beispiel sind die Kantometriken von Alan Lomax, die
zehn verschiedene Musikstile unterscheiden, vor allem die eurasischen und alteuropäischen Stile. Diese korrelieren mit sexueller Toleranz, dem Status von Frauen und der Behandlung von Kindern als prinzipiell formgebende soziale Einflüsse. Die Musikstile drücken diese sozialen Einflüsse gleichzeitig symbolisch oder vielsagend aus, vor allem in verschiedenen Gemeinschaften in Spanien und Italien, und sind beständig und anhaltend. Lomax erwartet, dass eine weitere Erforschung und Verfeinerung der Forschungsmethoden unser Verständnis von der Verbindung von Musikstilen und Kultur in einer Weise erhöhen kann, die die westeuropäische Darstellung der Musik nicht adäquat erreichen kann.
Richard Middleton (Studying Popular Music, 1990, S. 9–10) argumentiert, dass „solche Theorien immer in einer Form der Reduzierung enden – ‚aufwärts‘ in einen idealistischen, kulturellen Sinn, ‚abwärts‘ in Ökonomismen, Soziologismen oder Technologismen, oder ‚umrundend‘, in einer funktionellen Ganzheitlichkeit.“ Trotzdem möchte er „am Konzept der Homologie in einem geeigneten Sinne festhalten. Es scheint, dass einige signifikante Strukturen für die Interessen mancher Gruppen einfacher artikuliert werden als andere; dass sie für die Interessen einer Gruppe besser artikuliert sind als für die Interessen einer anderen Gruppe. Dies passiert, nach dem was Paul Willis die ‚objektiven Möglichkeiten‘ (und Begrenzungen) von materialistischen und ideologischen Strukturen nannte, weil es in manchen Fällen einfacher ist, Verbindungen und Analogien zu finden als in anderen.“